# Generació espontània

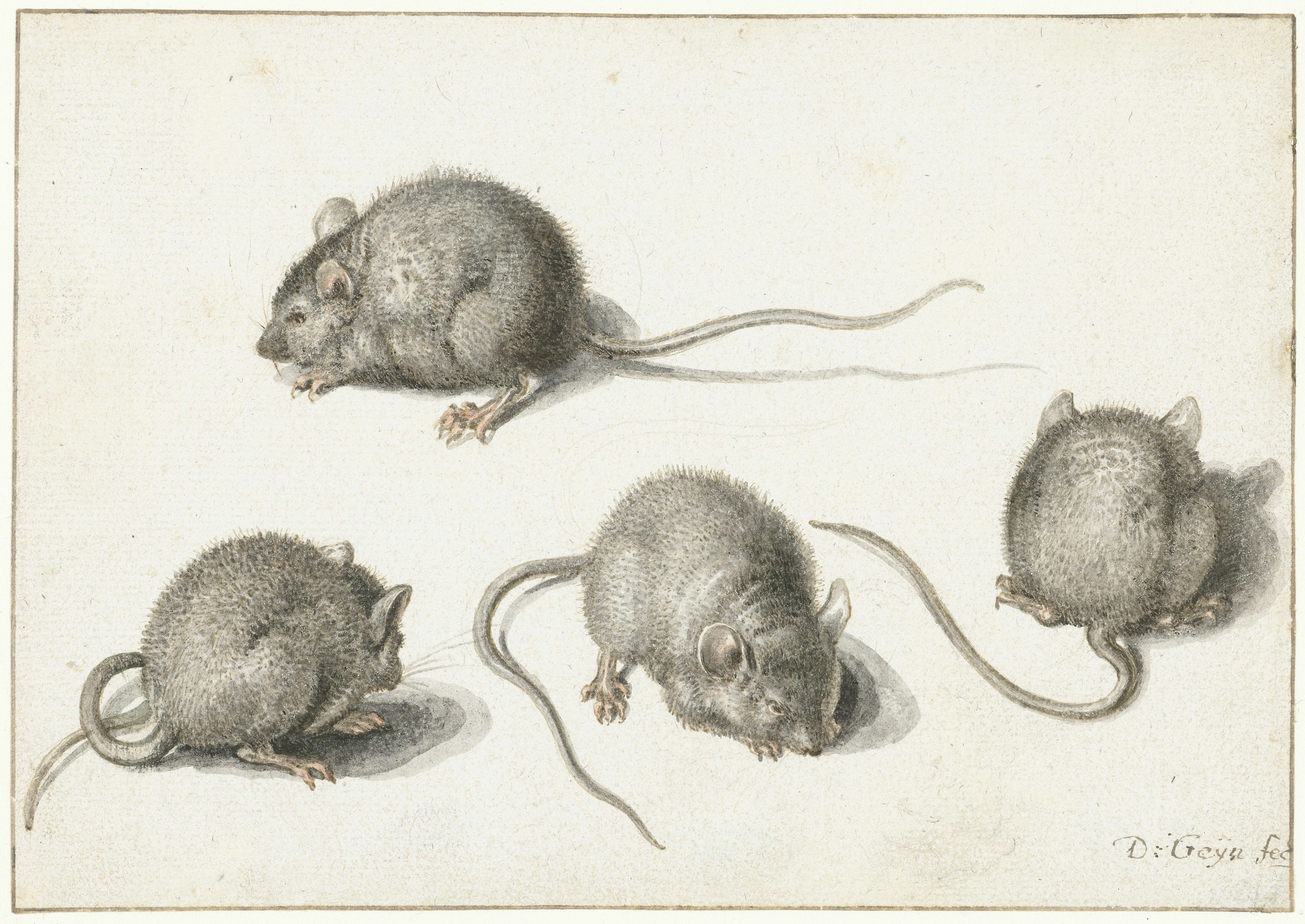
Jan van Helmont creia que era possible produir ratolins a partir del blat i de la suor humana

La teoria de la generació espontània, també coneguda com a abiogènesi o autogènesi, va ser una idea molt estesa en el passat que encara persisteix en certa manera en l'ideari popular, segons la qual la vida sorgeix de manera espontània a partir de la matèria inerta. Avui dia es considera una teoria científica obsoleta.
L'observació directa de certes experiències confirmava aquesta teoria, i hom arribava a la conclusió que les mosques es generaven ordinàriament a partir de la carn en estat de putrefacció, els cucs a partir del fang, els porquets de Sant Antoni a partir de la humitat, etc. Avui dia, però, des d'un punt de vista experimental, gràcies principalment als experiments de Francesco Redi (s. XVII), Lazzaro Spallanzani (s. XVIII) i Louis Pasteur (s. XIX) van rebatre la teoria de la generació espontània.
Tanmateix posteriorment altres investigadors han intentat abordar la qüestió sobre l'origen primigeni de la vida (Arrhenius, Alexander Oparin, Erwin Schrödinger, Stanley Miller o Joan Oró), per esmentar-ne alguns dels més destacats. Per a la recerca moderna sobre l'origen de la vida, vegeu l'article abiogènesi.

## El problema de l'origen de la vida
De sempre la humanitat ha buscat una explicació als problemes relacionats amb l'origen de la vida. Ara per ara, tot i tractar-se d'una qüestió essencial, no existeix encara una solució concloent. Diversos pobles primitius van resoldre la pregunta sobre la base de les creences religioses, els mites i la intervenció divina.
El problema de l'origen de la vida es pot abordar des de punts de vista molt diversos. La convergència de tots ells en una única resposta és molt difícil, entre altres motius, perquè la major part de les solucions proposades no es poden provar i són part dels dogmes religiosos. No obstant això, quan s'aborda el problema de l'origen de la vida des d'una perspectiva biològica, es posen en evidència fets objectius i concrets que obren les portes a una resposta versemblant.
A començ del segle xx, el problema de l'origen de la vida va avançar a passos de gegant gràcies a les investigacions sobre l'origen de la Terra. La Terra es va formar fa 4.600 milions d'anys, 1.000 milions d'anys després ja existien organismes vius rudimentaris tal com ho proven les restes fòssils més antigues que es coneixen.

## Visió històrica

### Antiguitat
Els egipcis i els babilonis creien que els ratolins, gripaus i determinats escurçons naixien en el mateix llot del riu Nil, que les mosques, les abelles i algunes larves provenien de la suor, que els cucs sorgien dels aliments en descomposició i que els microbis es formaven en l'aigua en putrefacció.
Segles més tard, el filòsof materialista grec Aristòtil (384 aC-322 aC) es manifestà com un dels principals defensors de la generació espontània. Aristòtil va escriure nombrosos documents, en els quals descrivia diversos exemples de generació espontània. Segons les paraules d'Aristòtil:
Tot ésser està format per un principi passiu que és la matèria i un principi actiu que li dona forma i vitalitat. Així, el llot és el principi passiu, i unit a ell, existeix un principi actiu capaç de donar-li forma i vida al nou ésser.
Per a Aristòtil aquest principi actiu es trobava en la llum solar, en la carn en putrefacció i en altres substàncies capaces d'originar éssers amb vida.
En el segle ii aC el poeta romà Virgili (70 aC-19 aC) afirmava que les abelles s'originaven a partir de la mel.

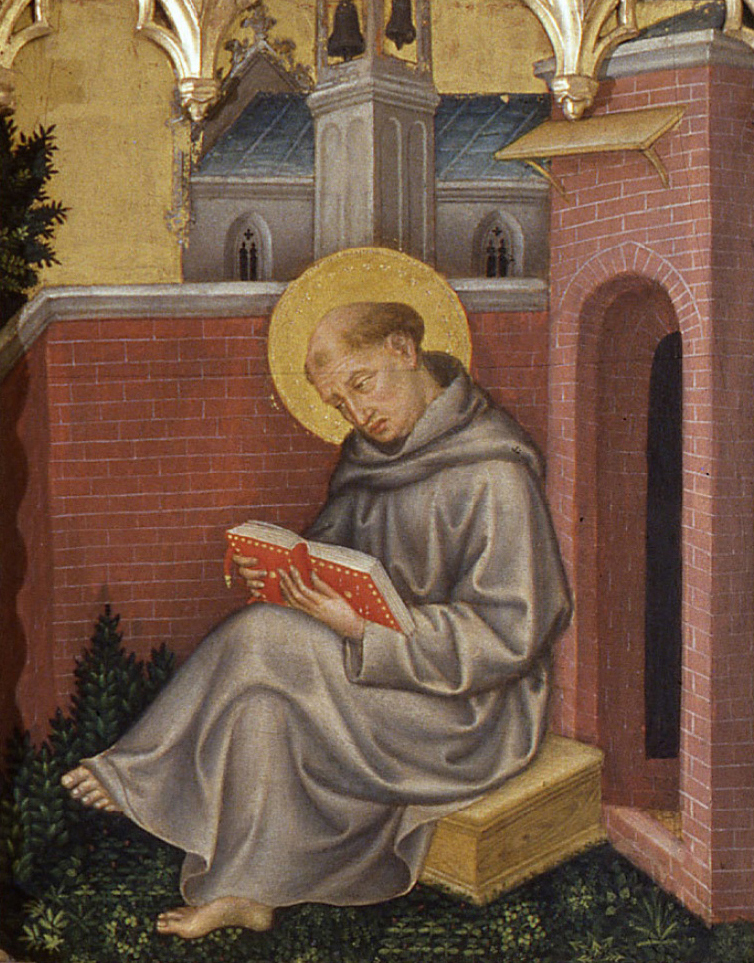
Tomàs d'Aquino

### Edat mitjana
Durant l'edat mitjana la teoria de la generació espontània es va estendre sense trobar pràcticament oposició. L'italià Sant Tomàs d'Aquino (1225-1274), un dels principals teòlegs de l'església catòlica, creia que granotes i serps es generaven a partir de l'aigua en estat de putrefacció. La teoria de la generació espontània, no és incompatible ni amb les creences catòliques ni amb tantes altres creences religioses. Alguns autors citen la Bíblia, segons la qual Déu va crear l'home a partir del fang, com un argument a favor de la generació espontània.

### Edat Moderna

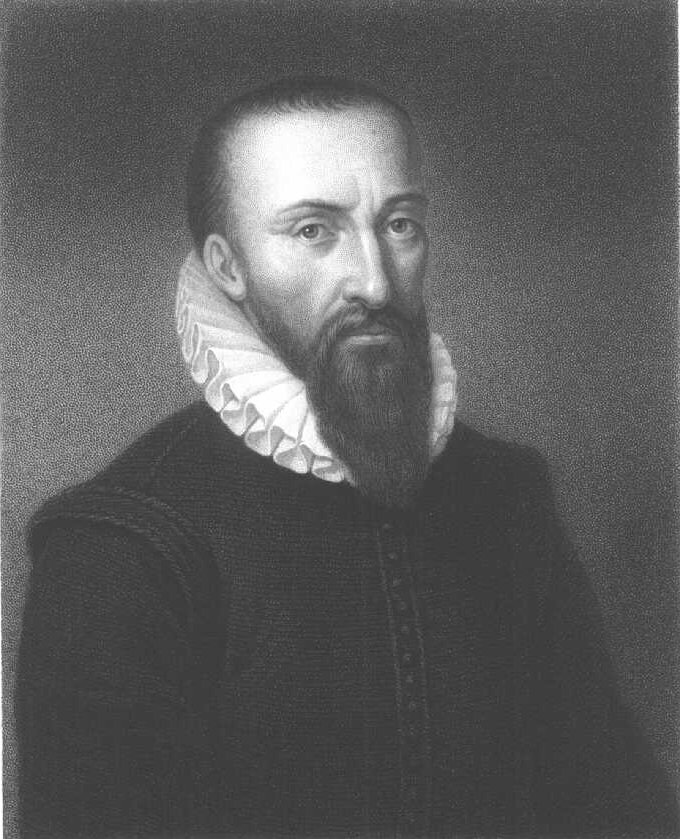
Ambroise Paré.

El cirurgià francès Ambroise Paré (1509-1590), afirmava haver desenterrat una pedra buida per dins i tancada, en la qual va trobar pres un enorme gripau. Segons Paré, aquest animal només podia haver sorgit de la humitat. En el segle xvii, el metge i alquimista belga Jan Baptist van Helmont (1580-1644) escrivia receptes per a produir animals:
- L'aigua de la font més pura, col·locada en un recipient impregnat per l'aroma d'un ferment, es rovella i engendra cucs. Les olors que s'eleven des del fons dels pantans produïxen granotes, llimacs, sangoneres, herbes. Facin un forat en un maó, introdueixin alfàbrega triturada, col·loquin un segon maó sobre el primer de manera de cobreixi totalment el forat, exposin els dos maons al sol i, al cap d'alguns dies, l'olor de l'alfàbrega actuant com ferment, transformarà l'herba en autèntics escorpins.

- Prengui's una camisa bruta i deixi's en ella uns grans de blat durant 21 dies en un lloc fosc, apareixeran amb seguretat alguns ratolins.

Per a van Helmont el principi actiu es trobava en la suor humana.
A partir del segle xvii es van dur a terme diversos experiments que provaven que els éssers vius es formen únicament a partir d'altres éssers vius. Algunes d'aquestes experiències varen servir per evidenciar que els cucs, les mosques i altres animals només apareixien en presència dels corresponents ous, encara que es va continuar pensant que els microorganismes podien sorgir espontàniament en els anomenats brous nutritius.
Un dels primers a demostrar la falsedat de la teoria de la generació espontània va ser el metge italià Francesco Redi (1626-1697). Tot i així, els investigadors més crítics havien d'enfrontar-se a les creences que durant segles s'havien observat com veritables, amb la qual cosa sovint es posava en dubte la seva credibilitat.

### Edat Contemporània

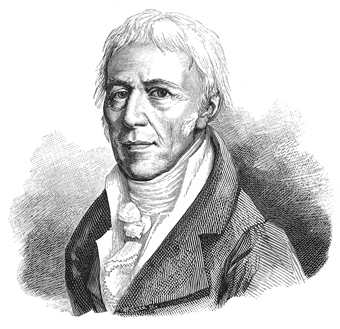
Lamarck situà la generació espontània en el punt de partida de l'evolució biològica

El matemàtic, biòleg, cosmòleg i escriptor, Georges Buffon (1707-1788) i el naturalista Jean-Baptiste de Lamarck (1744-1829), ambdós francesos, es van mostrar igualment partidaris de la generació espontània. Lamarck va publicar en 1809 la seva obra Filosofia zoológica, situant la generació espontània en el punt de partida de l'evolució biològica.
En el segle xix es van produir apassionades discussions entre els partidaris de la generació espontània i els seus detractors. En general s'acceptava la falsedat de la teoria de la generació espontània per als organismes superiors, però se seguia mantenint la creença de la seva veracitat en relació als microorganismes. Els científics es van llançar llavors a plantejar experiències de tota classe per a intentar provar o refutar la teoria de la generació espontània.

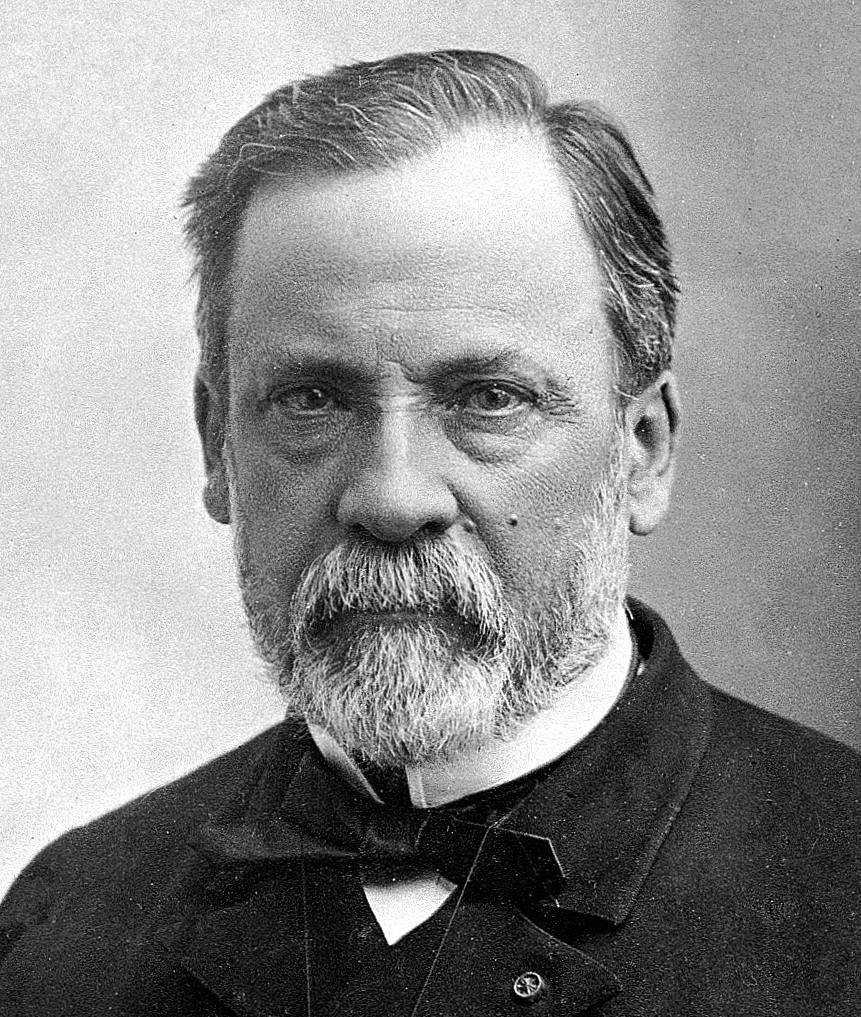
Fotografia de Louis Pasteur

L'any 1860, l'Acadèmia de Ciències Francesa va promoure un concurs per a resoldre el dilema de la generació espontània. Va guanyar el premi el microbiòleg francès Louis Pasteur (1822-1895) amb una sèrie d'experiències perfectament dissenyades, que no deixaven cap mena de dubte: la matèria viva no podia sorgir de la matèria no viva.
Els treballs de Pasteur es van veure reforçats per les idees del biòleg britànic Charles Darwin (1809-1882) qui va plantejar que la vida, és el resultat d'un llarg i constant procés de selecció natural que opera sobre la biodiversitat existent. Darwin assentà les bases de la moderna teoria de l'evolució, influint de manera determinant en les idees científiques del moment i del pensament modern en general.
Un dels investigadors que es va veure especialment atret pels treballs de Darwin va ser el bioquímic rus Aleksandr Ivanovitx Oparin (1894-1980), el qual va formular la primera teoria coherent sobre l'origen de la vida a la Terra. Oparin va explicar aquest origen en termes de processos químics i físics.

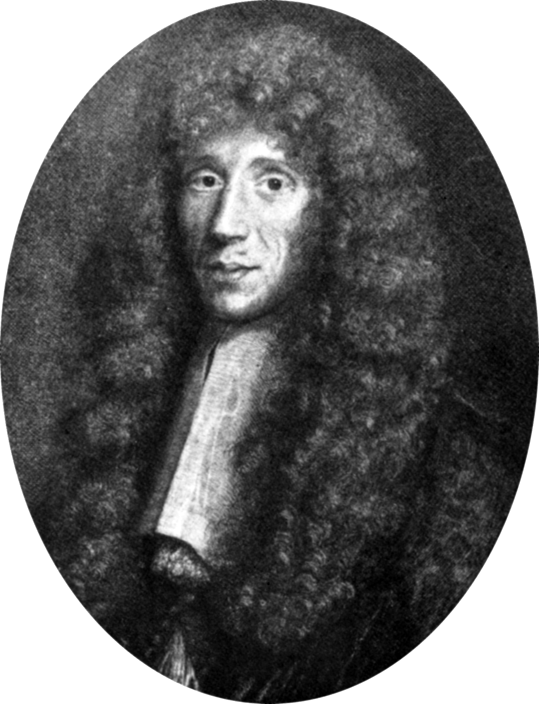
Francesco Redi

## Experiències en contra de la generació espontània

### L'experiència de Redi
A mitjan segle xvii, Francesco Redi va demostrar que, almenys per als organismes visibles, la teoria de la generació espontània era falsa. Redi va disposar un tros de carn en un pot obert i un altre tros de la mateixa carn en un pot tancat. En el pot obert es van criar mosques, mentre que en el pot tancat no va ocórrer res. Amb aquesta experiència, Redi va demostrar que els cucs blancs que apareixen a la carn eren en realitat larves de mosques que naixien dels ous que les mosques dipositaven a la carn.

### Spallanzani

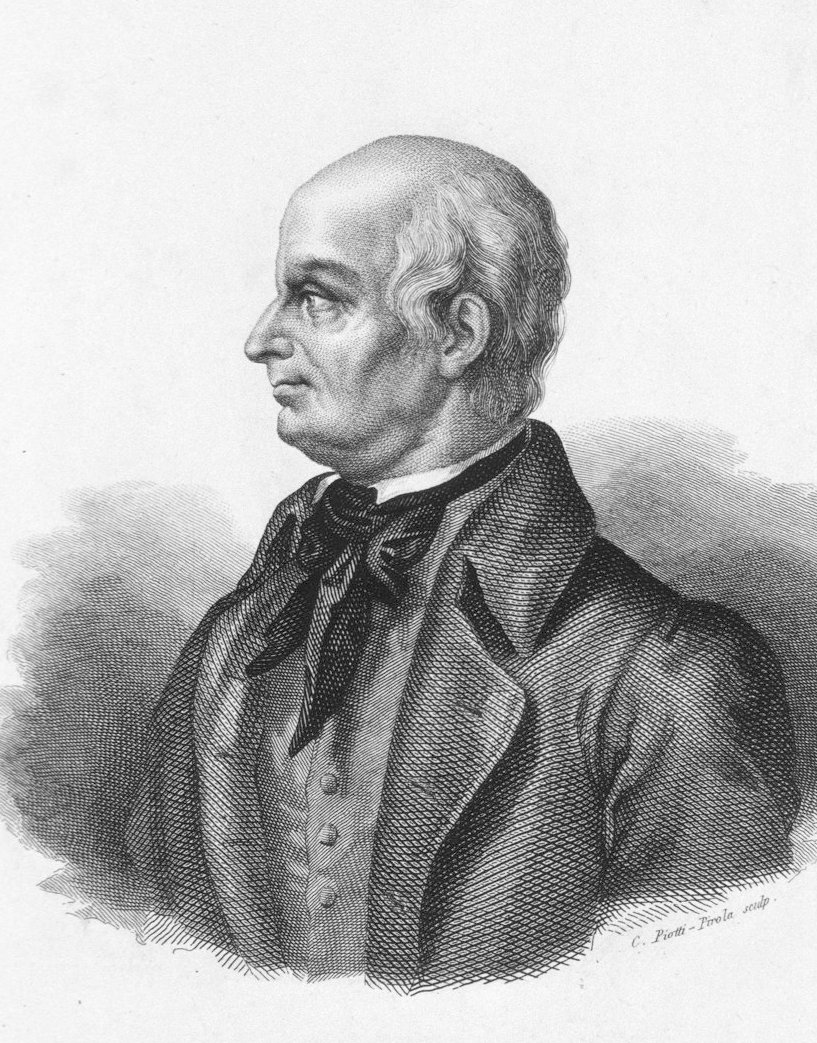
Lazzaro Spallanzani

L'any 1765 el biòleg italià Lazzaro Spallanzani (1729-1799) va repetir l'experiment de Redi utilitzant pa, en lloc de carn, obtenint resultats molt similars als de Redi. Amb Spallanzani va quedar clar que els cucs que apareixien en la carn eren en realitat larves de mosca. Nogensmenys, va tornar a sorgir la polèmica quan es van considerar brous i infusions, els quals en contacte amb l'aire es tornaven tèrbols, i, amb el temps, hi apareixien microorganismes.
El bioquímic anglès John Turberville Needham (1713-1781) va explicar l'aparició de microorganismes com un cas més de generació espontània. Spallanzani va desbancar Nedham fent bullir el brou i segellant-lo hermèticament, amb la qual cosa el brou es conservava sense fer-se malbé.
Needham va assegurar llavors que, per una banda, la calor destruïa la força vegetativa, responsable de l'aparició de microorganismes, i, per una altra, la calor viciava l'aire. Alguns investigadors van desenvolupar diverses propostes que donaven suport les experiències de Spallanzani. Entre aquests investigadors destaquen: Theodor Schwann, Félix Archimède Pouchet i Nicolas Appert.

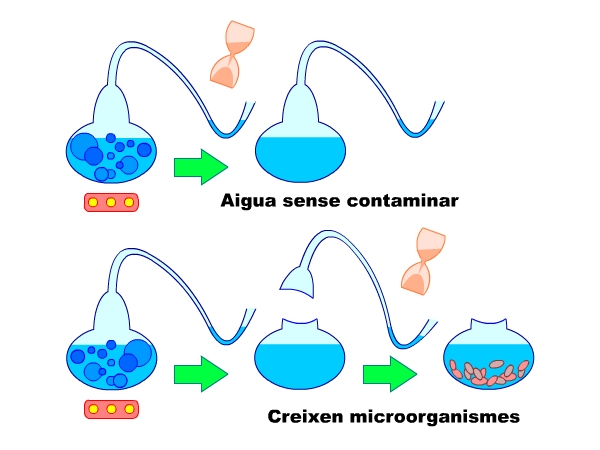
Experiment de Pasteur

### L'experiència de Pasteur
Els experiments de Pasteur van servir per a demostrar que la generació espontània tampoc no era vàlida per als microorganismes. Va ser el 1861 quan Pasteur va publicar els seus treballs que refuten la teoria de la generació espontània. Pasteur va utilitzar recipients de colls llargs i corbats en forma de S. En el seu interior hi va col·locar un brou que feia bullir per a eliminar els microorganismes. En el colze del coll hi havia líquid que impedia l'entrada de nous microorganismes. D'aquesta manera el brou podia conservar-se estèril indefinidament. Si es trencava el coll del recipient llavors els microorganismes apareixien de nou contaminant el brou.
El terme pasteurització fa referència a Pasteur. La pasteurització és el procés de destrucció dels bacteris patògens que poden existir en un líquid mitjançant la calor.